# Roberto de Berghes
Roberto de Berghes, también llamado Roberto de Glymes de Bergen (1529 - Bergen op Zoom, 26 de enero de 1567) fue príncipe-obispo de Lieja desde 1557 hasta su dimisión en 1564.

## Biografía

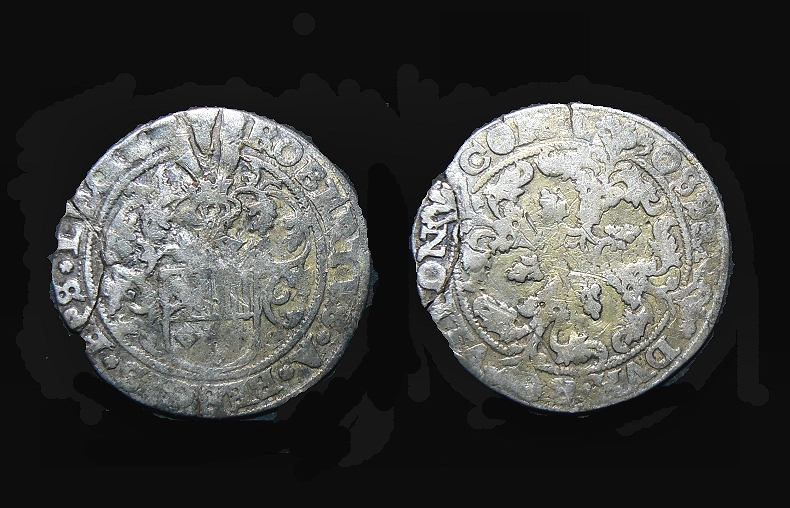
Moneda liejana de Roberto de Berghes.

Pertenecía de la casa noble de los de Glymes de Bergen, que provenían de la ciudad de Bergen-op-Zoom, hoy en los Países Bajos, que formaba parte del obispado de Lieja, aunque pertenecía políticamente al ducado de Brabante.
En 1549, su predecesor Jorge de Austria le nombró coadjutor, bajo la presión de Carlos V del Sacro Imperio Romano. El 12 de noviembre de 1557 fue consagrado príncipe-obispo del principado de Lieja por los arzobispos de Cambrai, Arras y Tournai. Fue investido por el emperador Fernando I el 28 de enero de 1558.
A finales de las guerras de Italia, durante su episcopado, Francia tuvo que ceder las ciudades ocupadas de Bouillon y Couvin al principado de Lieja según las estipulaciones del tratado paz de Cateau-Cambrésis del año 1559. El mismo año, el papa Paulo V dictó la bula Super Universa en la que crea tres arzobispados (Cambrai, Utrecht y Malinas) y catorce obispados nuevos. Así, el obispado de Lieja perdió toda la jurisdicción espiritual en las tierras de Brabante, Namur y de Güeldres.
El primer impresor, Gauthier Morberius, se estableció en Lieja e imprimió el primer libro, el breviario de los canónigos de San Pablo.
En 1562, Roberto publicó un mandato episcopal contra los calvinistas.
El 11 de abril de 1564 tuvo que abdicar por razones de enfermedad mental y volvió con su familia a Bergen op Zoom, por entonces parte de los Países Bajos Españoles, donde murió el 26 de enero de 1567.

### Citas
1. 1 2 3 4 5 6  Mélard, Claude (30 de enero de 2014). «La renaissance liégeoise et la lutte contre la réforme». Chronologie de la principauté de Liége (en francés). Archivado desde el original el 24 de febrero de 2014. Consultado el 31 de marzo de 2014.
2. ↑  Le Roy, Alphonse (1897). «Robert de Berghes». Biographie nationale T. II (en francés). Bruselas: Académie royale des sciences, des lettres et des Beaux-arts de Belgique. pp. 213 y ss. Archivado desde el original el 31 de marzo de 2014. Consultado el 31 de marzo de 2014.